# Stadion Kralj Petar I.
Stadion Kralj Petar I. je nogometni stadion u beogradskom naselju Banjica u Srbiji. Na njemu svoje domaće utakmice igra FK Rad, tamošnji nogometni klub. 
Stadion je otvoren 13. kolovoza 1977. utakmicom između Rada i Bregalnice iz Štipa. Rezultat utakmice je bio pobjeda Rada 2:0. Prvi pogodak na ovom stadionu zabio je Dragan Kokotović u 19. minuti utakmice.